# Sceloporus chrysostictus
Espèce
Statut de conservation UICN

 LC  : Préoccupation mineure
Sceloporus chrysostictus est une espèce de sauriens de la famille des Phrynosomatidae.

## Répartition
Cette espèce se rencontre :
- au Guatemala dans le département du Petén ;
- dans le nord du Belize ;
- au Mexique dans les États du Yucatán, de Campeche et de Quintana Roo.

## Étymologie
Le nom spécifique chrysostictus vient du grec chrysos, l'or, et de stictos, le point, en référence aux paillettes dorées que l'on trouve sur les flancs de cette espèce.

## Publication originale
- Cope, 1866 : Fourth contribution lo the herpetology of tropical America. Proceedings of the Academy of Natural Sciences of Philadelphia, vol. 18, p. 123-132 (texte intégral).